# Mesopolobus maculicornis
Mesopolobus maculicornis is een vliesvleugelig insect uit de familie Pteromalidae. De wetenschappelijke naam is voor het eerst geldig gepubliceerd in 1863 door Giraud.